# Rifat Ibërshimi
Rifat Ibërshimi (* 29. Oktober 1950) ist ein ehemaliger albanischer Fußballspieler.

## Karriere

### Verein
Ibërshimi verbrachte den Großteil seiner Vereinskarriere beim albanischen Klub Dinamo Tirana. 1973, 1975, 1976, 1977 und 1980 gewann der mit Dinamo die albanische Meisterschaft. In der Saison 1971/72 nahm er mit Dinamo Tirana am Europapokal der Pokalsieger teil und bestritt zwei Spiele.

### Nationalmannschaft
Ibërshimi debütierte am 14. November 1971 für die albanische Nationalmannschaft in einem Spiel gegen die Türkei. Zwischen 1971 und 1976 absolvierte er insgesamt acht Länderspiele für Albanien (wobei Albanien zwischen 1973 und 1980 nur ein Länderspiel bestritt).